# Isabella de Valois (1348–1372)
Isabella de Valois sau Isabella de Franța (în franceză Isabelle de France; n. 1 octombrie 1348, Vincennes, Métropole du Grand Paris, Franța – d. 11 septembrie 1372, Pavia, Ducatul Milanului), aparținând Casei de Valois, a fost contesă de Vertus prin căsătoria cu Gian Galeazzo Visconti (ulterior primul duce de Milano).

## Biografie
Isabella a fost fiica cea mai mică a regelui Ioan al II-lea al Franței și a primei sale soții, Bonna de Boemia. Unchiul matern, contele Amadeus al VI-lea de Savoia, a fost cel ce a negociat căsătoria Isabellei cu Gian Galeazzo Visconti. Tatăl acestuia, Galeazzo al II-lea Visconti s-a oferit să plătească 100 000 de florini dacă fiul său primea mâna fiicei regelui francez ceea ce a fost un argument convingător pentru regele Ioan al II-lea care avea probleme financiare datorate costurilor Războiului de o sută de ani. Nunta a avut loc la Milano în octombrie 1360. La acea vreme Isabella avea unsprezece ani, iar soțul ei doar nouă. Ca zestre, Isabella a primit Comitatul Sommières, care a fost schimbat cu Comitatul Vertus în 1361. Din căsătoria lor au rezultat patru copii dintre care toți cei trei fii au murit devreme:
- Gian Galeazzo Visconti (n. 1366);
- Azzone Visconti (n. 1368 – d. 1380);
- Valentina Visconti (n. 1371 – d. 14 decembrie 1408);
- Carlo Visconti (n. 11 septembrie 1372).

Moartea Isabellei la Pavia pe 11 septembrie 1372, în vârstă de doar 23 de ani, s-a datorat nașterii ultimului ei copil. A fost înmormântată acolo în Biserica San Francesco de Assisi.